# Arhitekturni slog
Za arhitekturni slog so značilni elementi, zaradi katerih je zgradba ali druga struktura opazna ali zgodovinsko prepoznavna. Slog lahko vključuje elemente, kot so oblika, način gradnje, gradbeni materiali in regionalni značaj. Večino arhitekture lahko uvrščamo v kronologijo slogov, ki se sčasoma spreminjajo in odražajo spreminjajoče se modne trende, prepričanja in religije ali pojav novih idej, tehnologij ali materialov, ki omogočajo nove sloge.
Slogi torej izhajajo iz zgodovine družbe. Dokumentirani so na temo  zgodovine arhitekture. V vsakem trenutku je lahko več modnih slogov in ko se slog spremeni, to običajno počne postopoma, saj se arhitekti učijo in prilagajajo novim idejam. Novi slog je včasih samo upor proti obstoječemu slogu, kot je postmodernizem (kar pomeni "po modernizmu"), ki je v zadnjem času našel svoj jezik in se razdelil na več slogov, ki so pridobili nova imena.
Slogi se pogosto širijo v druge kraje, tako da se slog na izvoru še naprej razvija na nove načine, medtem ko druge države sledijo svojemu zasuku. Na primer, renesančne ideje so se pojavile v Italiji okoli leta 1425 in se razširile po vsej Evropi v naslednjih 200 letih, v francosko, belgijsko, nemško, angleško in špansko renesanso, ki so prepoznavne po istem slogu, vendar z edinstvenimi značilnostmi. Slog se širi tudi skozi kolonializem, bodisi v tuje kolonije, ki se učijo od matične države, bodisi s priseljenci, ki se preselijo v novo deželo. Primer za to je španska arhitektura v Amerikah, ki so jo španski zavojevalci prinesli v poznem 18. stoletju in gradili v edinstvenem slogu.
Ko je slog prešel iz mode, se lahko pojavijo oživitve in ponovne interpretacije. Na primer, klasicizem je bil mnogokrat oživljen in je našel novo življenje kot neoklasicizem. Vsakič, ko je oživljen, je drugačen. 
Ljudska arhitektura je navedena posebej. Ker je ta bolje razumljena kot sugestivna za določeno kulturo, široko pisanje (kot tudi teorija in proces, ne pa stvar-v-sebi), lahko tehnično zajame vsak arhitekturni slog - ali sploh ne. Sama po sebi ljudska arhitektura ni slog. 

## Zgodovina koncepta arhitekturnega sloga
Konstruiranje shem časovnih slogov zgodovine umetnosti in arhitekture je bila glavna skrb znanstvenikov 19. stoletja v novem in sprva pretežno nemško govorečem področju umetnostne zgodovine. Pomembni pisci o široki teoriji sloga, vključno s Carlom Friedrichom von Rumohrom, Gottfriedom Semperjem in Aloisom Rieglom v njegovem Stilfragen iz leta 1893, skupaj s Heinrichom Wölfflinom in Paulom Franklom nadaljujejo razpravo v 20. stoletju. Paul Jacobsthal in Josef Strzygowski sodita med umetnostne zgodovinarje, ki so sledili Rieglu in predlagali velike sheme, ki so spremljale prenos elementov slogov v velike razpone v času in prostoru. Ta vrsta umetnostne zgodovine je znana tudi kot formalizem ali študija oblik ali oblik v umetnosti.
Semper, Wölfflin in Frankl, kasneje pa Ackerman, so imeli ozadje v zgodovini arhitekture, tako kot mnogi drugi izrazi za obdobja, so bili romanski in gotski prvotno namenjeni opisu arhitekturnih slogov, kjer so lahko velike spremembe med slogi jasnejši in enostavnejši za definiranje, nenazadnje tudi zato, ker je slog v arhitekturi lažje ponoviti z upoštevanjem niza pravil kot slog v figurativni umetnosti, kot je slikanje. Pogoji, ki so nastali za opis arhitekturnih obdobij, so bili pogosto uporabljeni tudi na drugih področjih vizualnih umetnosti, nato pa še bolj na glasbi, literaturi in splošni kulturi. V arhitekturi pogosto sledi slogovna sprememba, ki jo omogoča odkritje novih tehnik ali materialov, od gotskega rebrastega oboka do moderne kovinske in armiranobetonske konstrukcije. Glavna tema razprave tako v zgodovini umetnosti kot v arheologiji je bila stopnja, do katere so slogovne spremembe na drugih področjih, kot so slikarstvo ali lončarstvo, tudi odziv na nove tehnične možnosti ali pa ima svoj zagon (kunstwollen, Riegl) ali spremembe v odzivu na družbene in gospodarske dejavnike, ki vplivajo na pokroviteljstvo in na razmere umetnika, kot to poudarjajo sedanja razmišljanja, z manj strogimi različicami marksistične umetnostne zgodovine. 
Čeprav je bil slog dobro uveljavljen kot osrednja komponenta umetnostnozgodovinske analize, je vidik kot prevladujoči dejavnik v zgodovini umetnosti padel iz mode po drugi svetovni vojni, saj so se razvijali drugi načini gledanja na umetnost in odziv na poudarek na razvoju sloga; za Svetlano Alpers je »normalno pozivanje sloga v zgodovini umetnosti resnično depresivno« . James Elkins pravi: »V poznejšem 20. stoletju so bile kritike sloga usmerjene v nadaljnje zmanjševanje heglovskih elementov koncepta, hkrati pa so ga ohranile v obliki, ki bi jo bilo lažje nadzorovati«. 

## Pregled bistvenih slogov

### Arhaična arhitektura
- Antične Amerike: Mezoameriška arhitektura, Majevska arhitektura
- Egipčanska arhitektura
- Arhitektura Mezopotamije
- Perzijska arhitektura: Ahemenidska arhitektura, Sasanidska arhitektura, Iranska arhitektura, Perzijski vrtovi
- Arhitektura egejskih civilizacij: Minojska doba, Mikenska doba

### Antična arhitektura
- Antična azijska arhitektura
- Klasična antična arhitektura:
  - Klasična arhitektura
    - Herodijanska arhitektura

  - Starogrška arhitektura
  - Rimska arhitektura
  - Zgodnjekrščanska arhitektura
  - Bizantinska arhitektura

### Arhitektura temnega obdobja
- Anglosaška arhitektura
- Bolgarska arhitektura
- Predromanska umetnost
  - Iberska predromanska umetnost in arhitektura
  - Merovinška umetnost in arhitektura
  - Vizigotska umetnost in arhitektura
  - Karolinška arhitektura
  - Otonska arhitektura
- Mozarabska umetnost in arhitektura
- Srbska arhitektura

### Srednji vek
- Romanska arhitektura (1000–1235)
  - Normanska arhitektura
  - Cistercijanska arhitektura
- Gotska arhitektura (1140–1520)
- Angleška gotika c. 1190–c. 1250
- Francoska gotska arhitektura 1240–c. 1350
  - Žarkast gotski slog (rayonnant style) 1230 – 1330
  - Plamenasti slog (Flamboyant style) 1350 – 1550
- Beneška gotska arhitektura 14. –15. stoletje
- Španska gotska arhitektura
  - Mudéjar okoli 1200–1700 (Španija, Portugalska, Latinska Amerika)
  - Izabelina gotika 1474–1505  (Španija)
  - Plateresco 1490–1560 (Španija & kolonije, vmesni slog med gotiko in renesanso)
- Opečna gotika c. 1350–c. 1400
- Manueline 1495–1521 (Portugalska & kolonije)

### Novi vek
- Renesančna arhitektura (1425–1620)
- Baročna arhitektura/Rokoko arhitektura (1575–1720)/(1720–1780) do 1900
- Neoklasicistična arhitektura (1770–1840)

### 19. stoletje
- Historicizem v arhitekturi (1830–1910)
- Art nouveau (1890–1910)
- Beaux Arts arhitektura (1885-1925)

### 20. stoletje
- Moderna arhitektura
  - Ekspresionizem 1910 – c. 1924
  - Bauhaus 1919–1930
  - Futuristična arhitektura 1909
  - Art déco 1925-1940-ih
  - Fašistična arhitektura okoli 1930 – 1944
- Pozni modernizem 1945–1970
- Postmodernizem (1960–do danes)
  - Dekonstruktivizem (po 1980)
- Korporativni modernizem in visokotehnološka arhitektura 1945-do danes
- Minimalizem in pozni modernizem 1970-do danes